# Бахаров, Борис Сергеевич
Борис Сергеевич Бахаров (10 сентября 1902, Демянск, Новгородская губерния — 16 июля 1944, дер. Шакуны, Брестская область) — советский военный деятель, генерал-майор танковых войск (14 октября 1942 года).

## Биография
Борис Сергеевич Бахаров родился 10 сентября 1902 года в Демянске ныне Новгородской области.

### Гражданская война
С октября по декабрь 1917 года состоял красногвардейцем в Рыбинском отряде Красной гвардии, уволился по болезни.
В мае 1919 года был призван в ряды РККА и направлен красноармейцем в 10-й запасной полк, дислоцированный в городе Красное Село, а в октябре того же года — санитаром в 691-й военный госпиталь Западного фронта, после чего принимал участие в боевых действиях против войск под командованием генерала Н. Н. Юденича. В мае 1920 года был направлен красноармейцем в батальон связи 10-й стрелковой дивизии, после чего принимал участие в боевых действиях в ходе советско-польской войны.
В мае 1921 года был демобилизован из рядов армии.

### Межвоенное время
В феврале 1924 года был повторно призван в РККА, после чего был назначен на должность писаря штаба 59-го стрелкового полка (20-я стрелковая дивизия), а в октябре того же года — на должность политрука роты.
В октябре 1925 года был направлен на учёбу на повторное отделение Объединённой интернациональной военной школы, после окончания которого в августе 1926 года вернулся в 59-й стрелковый полк (20-я стрелковая дивизия), где служил на должностях политрука роты, военкома полка, политрука полковой школы и начальника команды краткосрочников.
В мае 1929 года был направлен на учёбу в Военную академию имени М. В. Фрунзе, после окончания которой в мае 1932 года был зачислен слушателем на академическое отделение Ленинградских броне-танковых курсов усовершенствования командного состава РККА имени тов. Бубнова. В июле того же года назначен на должность начальника 1-го отдела штаба 4-й механизированной бригады (Белорусский военный округ).
В мае 1936 года был назначен на должность командира учебного батальона 10-й механизированной бригады, в ноябре 1937 года — на аналогичную должность в 18-й механизированной бригаде, в марте 1938 года — на должность начальника 1-го отделения автобронетанковых войск, с октября 1938 года — исполняющим должность начальника автобронетанковых войск Харьковского военного округа. 29 октября 1939 года назначен командиром 52-й отдельной легкотанковой бригады, а 11 марта 1941 года командиром 50-й танковой дивизии (25-й механизированный корпус).

### Великая Отечественная война
С началом войны находился на прежней должности.
15 июля полковник Бахаров, получив задачу провести разведку боем группировки противника в районе станции Быхов, возглавил отряд из двадцати танков, который продвинулся на 40 км в тыл противника. В районе Быхова отряд атаковал из засады колонну войск противника. В ходе боя было уничтожено до двух батальонов пехоты, 35 грузовиков, 12 орудий и два штабных автобуса. Через два дня отряд вышел обратно к линии фронта.
Вскоре дивизия под командованием Бахарова принимала участие в оборонительных боевых действиях в ходе Смоленского сражения.

Тов. Бахаров боевыми действиями руководит неумело. Действует отдельными танками, в результате чего дивизия несёт большие потери материальной части, не имея должного успеха. Лично тов. Бахаров — храбр. В бою в Вовке показал пример, своим танком ринулся на обнаруженную колонну, уничтожил 12 машин, 7 пулемётов, 1 танковую пушку. После того его танк был подбит противником, тов. Бахаров под огнём автоматчиков противника перелез на другой танк продолжил уничтожать противника.
— генерал-майор В. Н. Гордов, 12.08.1941
В сентябре 50-я танковая дивизия была преобразована в 150-ю танковую бригаду, которая вскоре отличилась в составе оперативной группы генерал-майора А. Н. Ермакова. В декабре бригада участвовала в ходе Елецкой наступательной операции и 6 декабря первой вошла в Елец с севера, после чего продержалась в городе до темноты. Вскоре 150-я танковая бригада принимала участие в окружении и разгроме елецкой группировки противника.
В июне 1942 года был назначен на должность начальника штаба, в июле — на должность командира 17-го танкового корпуса, а 11 сентября того же года — на должность командира 18-го танкового корпуса, который принимал участие в боевых действиях в ходе Воронежско-Касторненской наступательной, Харьковских наступательной и оборонительной операциях.
6 июля 1943 года 18-й танковый корпус под командованием Бахарова был включен в состав 5-й гвардейской танковой армии, в которой 12 июля вступил в бой в ходе Прохоровского сражения Курской битвы. Однако 25 июля того же года приказом НКО СССР снят с должности командира корпуса и назначен с понижением на должность заместителя командира 9-го танкового корпуса Центрального фронта. По мнению историка Л. Н. Лопуховского это было вызвано, возможно, из-за прекращения безрезультатных атак на оборону противника 12 июля без санкции вышестоящего начальства. Историк В. Н. Замулин прямо указывает на то, что генерал Бахаров был «назначен стрелочником», несмотря на то, что корпус Бахарова в этом неудачном контрударе действовал лучше всех: его потери оказались в ходе боя и в танках и в личном составе намного меньше, чем у атаковавшего рядом 29-го танкового корпуса, противостоял корпус большему числу войск противника, а продвинулся на значительно большее расстояние; одной из возможных причин такого решения Замулин указывает на конфликт Б. С. Бахарова с командующим фронтом Н. Ф. Ватутиным ещё в конце 1942 года, когда последний безуспешно требовал от И. В. Сталина даже санкции на арест Бахарова.
В сентябре был назначен на должность командира 9-го танкового корпуса, который принимал участие в боевых действиях в ходе Черниговско-Припятской и Гомельско-Речицкой наступательных операций, а также в битве за Днепр. За отличие при освобождении Бобруйска корпусу было присвоено почётное наименование «Бобруйский», а за образцовое выполнение заданий командования и освобождение Барановичей был награждён орденом Красного Знамени.

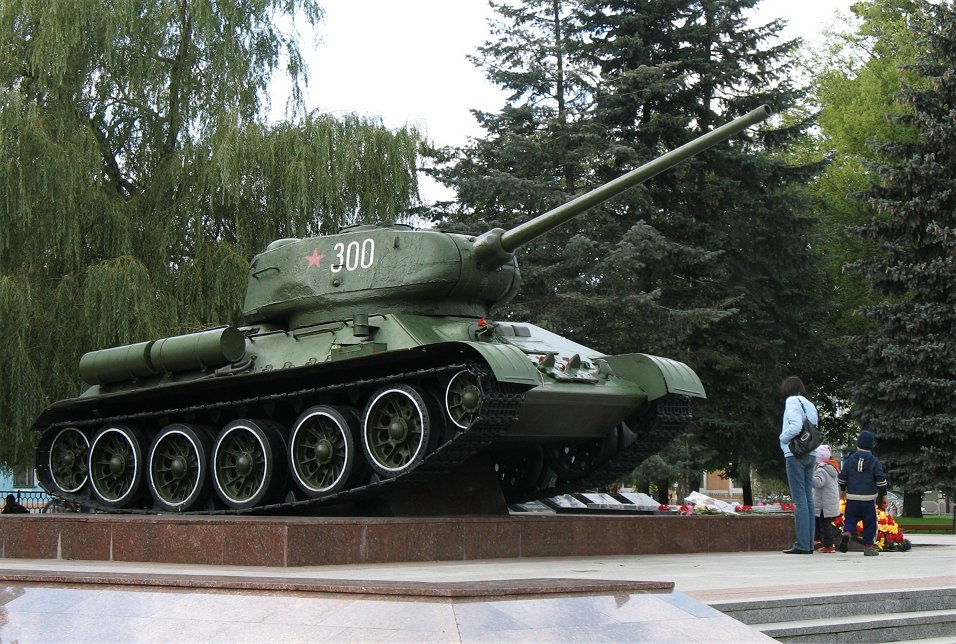
Памятник на месте захоронения Б. С. Бахарова в Бобруйске

Утром 16 июля 1944 года после разгрома противника у Барановичей, в районе шоссе Пружаны — Брест 9-й танковый корпус под командованием Бахарова окружил Пружанскую группировку немцев. Генерал-майор решил не выпускать немцев из окружения и в 7 часов утра выехал проверить оборону 23-й танковой бригады в районе деревни Шакуны, где был обстрелян из противотанковой пушки противника и прямым попаданием бронебойного снаряда был убит. Генерал-майор танковых войск Борис Сергеевич Бахаров был похоронен в Бобруйске на площади Победы, на его могиле был установлен танк Т-34-85 № 300.

## Семья
Жена — Ольга Ивановна Бахарова, проживала в Харькове.

## Воинские звания
- майор (1937);
- полковник (1940);
- генерал-майор танковых войск (14.10.1942)

## Награды
- Два ордена Красного Знамени (14.02.1943[5], 03.06.1944[6]);
- Орден Кутузова I степени (23.07.1944)[7];
- Орден Кутузова II степени (15.01.1944)[8][9];
- Медаль «За оборону Москвы»[10]

## Память
В честь Бахарова названы улицы в Бобруйске, в Пружанах (Брестская область) и в Костюковичах (Могилёвская область).

## Интересные факты
- Немецкое командование обещало за поимку генерала Бахарова 1,5 миллиона марок и 200 тысяч за его труп[12][неавторитетный источник].
- В критические моменты боя генерал Бахаров сам водил танк в атаки[12].